# San Miguel de Meruelo
San Miguel de Meruelo är en ort i Spanien.   Den ligger i provinsen Provincia de Cantabria och regionen Kantabrien, i den norra delen av landet, 300 km norr om huvudstaden Madrid. San Miguel de Meruelo ligger 11 meter över havet och antalet invånare är 1 398.
Terrängen runt San Miguel de Meruelo är platt norrut, men söderut är den kuperad. San Miguel de Meruelo ligger nere i en dal. Runt San Miguel de Meruelo är det ganska tätbefolkat, med 60 invånare per kvadratkilometer. Närmaste större samhälle är Santander, 17,4 km väster om San Miguel de Meruelo. Omgivningarna runt San Miguel de Meruelo är en mosaik av jordbruksmark och naturlig växtlighet.